# قاب عکس دیجیتال

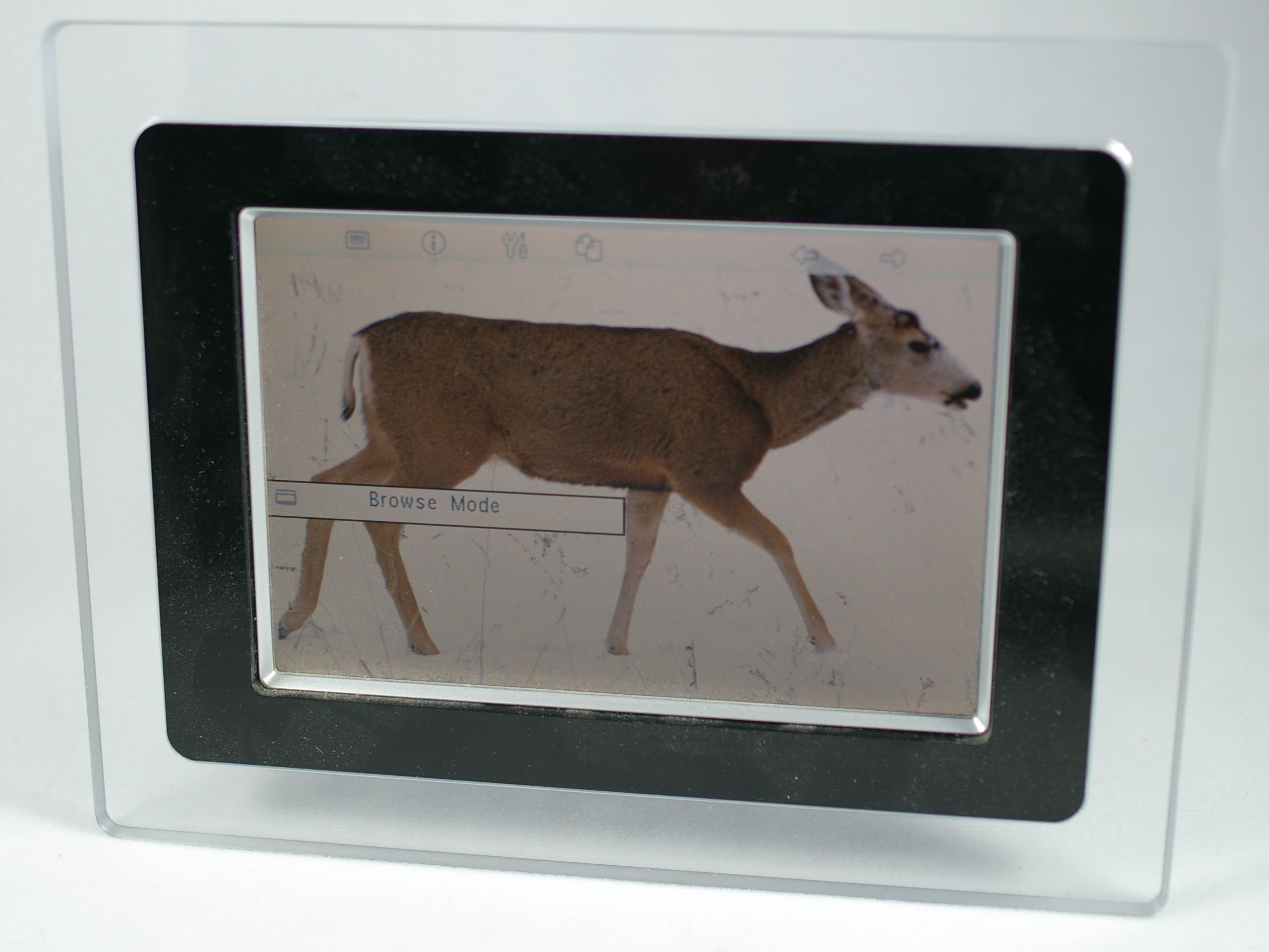
قاب عکس دیجیتال (نمایش تصویر آهو)

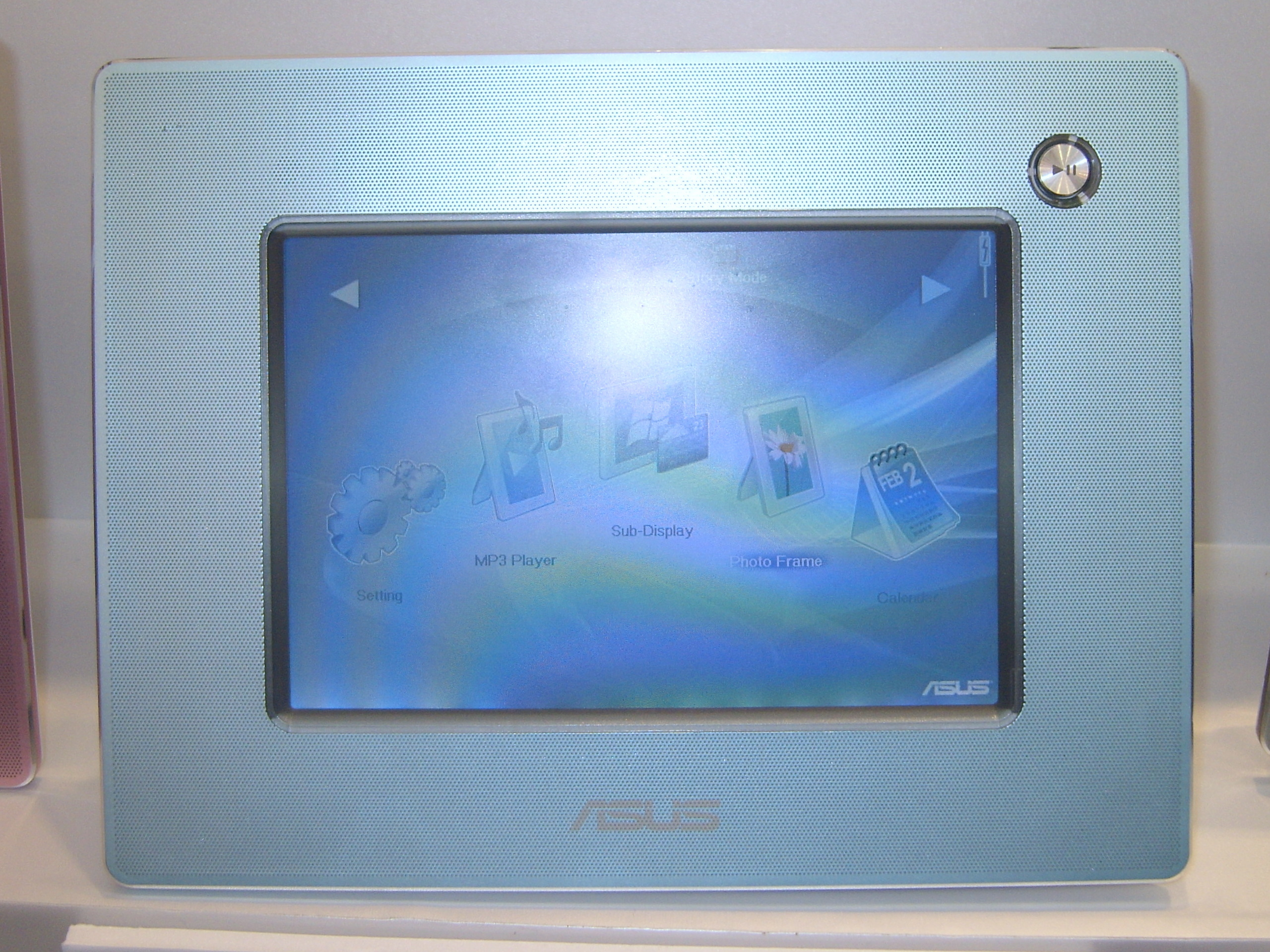
نوعی قاب عکس دیجیتال

با توجه به رواج دوربین‌های دیجیتالی، چاپ و نگهداری حجم عظیم تصاویر به ثبت رسیده، به‌صرفه نبوده و حبس آن‌ها در حافظه‌های جانبی، آنچنان دلچسب نیست. در این مواقع مشکل توسط قاب عکس دیجیتال حل شده‌است.
قاب عکس دیجیتال که به آن قاب رسانه دیجیتال نیز گفته می‌شود، قاب عکسی است برای نمایش تصاویر دیجیتال، بدون نیاز به نیاز به کامپیوتر یا چاپ تصاویر.
در بازار قاب‌های عکس دیجیتال، برندهای متعددی از جمله شیائومی، سامسونگ، و توشیبا وجود دارند که هر کدام ویژگی‌ها و قابلیت‌های خاص خود را دارند. قاب عکس دیجیتال شیائومی با طراحی‌های مدرن و قیمت مناسب، برای کاربرانی که به دنبال ترکیب زیبایی و عملکرد هستند، گزینه‌ای ایده‌آل محسوب می‌شود. در مقابل، قاب عکس دیجیتال سامسونگ با تکنولوژی پیشرفته و رزولوشن بالا، تجربه بصری بی‌نظیری را به ارمغان می‌آورد. همچنین، قاب‌های عکس دیجیتال توشیبا با دوام و کیفیت ساخت بالا، انتخابی مطمئن برای کسانی است که به دنبال محصولی با عمر طولانی هستند.

## ویژگی‌ها
هر یک از قاب عکس‌های دیجیتال تولید شده توسط تولیدکننده‌های مختلف، ویژگی‌های اختصاصی خود را دارند، اما به‌طور کل، می‌توان موارد زیر را به عنوان ویژگی‌های کلی قاب عکس‌های دیجیتال موجود بیان کرد:
- صفحه نمایش آن‌ها با ابعاد گوناگون موجود می‌باشد، کوچک‌ترین آن‌ها ۷ اینچی و بزرگترینشان ۲۰ اینچی می‌باشد.
- برخی از آن‌ها تنها توان پخش فرمت JPEG (نوعی فرمت تصویر) را دارا هستند و برخی دیگر فرمت‌های تصویری بیشتری را پشتیبانی می‌نمایند.
- توانایی پخش و تغییر تصاویر، به‌طور خودکار، و در فواصل زمانی مشخص را دارند. (به انگلیسی: Slide Show)
- مستقیماً از طریق کابل ارتباطی تصاویر دوربین را نمایش می‌دهند و برخی حتی توانایی پشتیبانی از بلوتوث را دارند.
- می‌توانند تصاویر شما را روی اینترنت به اشتراک بگذارند یا حتی تصاویر ایمیل شما را برای شما به نمایش دهند.
- برخی توانایی پخش ویدئو و موسیقی را نیز دارا هستند.
- بسیاری از آن‌ها کنترل از راه دور دارند.
- نمایشگر با کیفیت بالا: قاب‌های دیجیتال معمولاً از نمایشگرهای LCD یا LED با وضوح بالا استفاده می‌کنند، که موجب نمایش تصاویر با رنگ‌های واقعی و جزئیات دقیق می‌شود. برخی مدل‌ها حتی از وضوح 4K پشتیبانی می‌کنند که تجربه دیداری بهتری را ارائه می‌دهد.[۲]
- قابلیت اتصال به Wi-Fi: بسیاری از قاب‌های عکس دیجیتال قابلیت اتصال به Wi-Fi دارند که به کاربران این امکان را می‌دهد تصاویر را از طریق اینترنت به‌روزرسانی کنند و آن‌ها را به‌طور مستقیم از سرویس‌های ابری یا شبکه‌های اجتماعی به قاب منتقل کنند.[۳]
- پشتیبانی از کارت حافظه و USB: این قاب‌ها اغلب دارای درگاه‌های کارت حافظه و USB هستند که کاربران می‌توانند تصاویر را از دستگاه‌های مختلف مستقیماً روی قاب بارگذاری کنند. برخی از مدل‌ها حافظه داخلی نیز دارند که امکان ذخیره تصاویر را بدون نیاز به اتصال به دستگاه‌های دیگر فراهم می‌کند.[۴]
- کنترل از راه دور و شخصی‌سازی: بسیاری از قاب‌های دیجیتال با کنترل از راه دور یا حتی دستورات صوتی کار می‌کنند و امکان تنظیم اسلایدشو، روشنایی صفحه و جلوه‌های انتقال را به کاربران می‌دهند. برخی مدل‌ها از دستیارهای صوتی مانند Google Assistant و Amazon Alexa پشتیبانی می‌کنند.[۵]

## معایب قاب عکس دیجیتال
- مصرف برق: قاب‌های دیجیتال برای نمایش تصاویر به منبع برق یا باتری نیاز دارند که باعث افزایش مصرف انرژی در مقایسه با قاب‌های عکس سنتی می‌شود.[۶]
- به‌روزرسانی مداوم تصاویر: برخی کاربران ممکن است نیاز به بارگذاری و به‌روزرسانی مداوم تصاویر در قاب را چالش‌برانگیز بدانند، به‌ویژه اگر قاب فاقد اتصال Wi-Fi باشد و نیاز به انتقال دستی فایل‌ها داشته باشد.[۷]

## محدودیت‌ها
با توجه به تفاوت رزولوشن قاب عکس دیجیتال با تصاویر شما، امکان بروز مشکل در پخش تصاویر وجود دارد، به این شکل که تصویری بسیار کوچکتر نمایش داده شود، یا تصویر بسیار بزرگ‌تر دیده شود و حاشیه‌ها یا بخش‌هایی از آن نمایش داده نشوند.

## تذکر امنیتی
در فوریه سال ۲۰۰۸ مشخص شد که یکی از شرکت‌های تولیدکننده چینی، با قرار دادن بدافزارها در قاب عکس‌های دیجیتال تولیدی خود، اقدام به سرقت تصاویر می‌نموده‌است.